# Réseau Sentinelles
Réseau Sentinelles (Sieć Wartowników) – organizacja 1323 lekarzy wolontariuszy podstawowej opieki zdrowotnej działających w metropolitalnej Francji (2,2% wszystkich lekarzy ogólnych w tej części Francji). Celem organizacji jest monitorowanie sytuacji epidemiologicznej w kraju realizowane poprzez kontrolę siedmiu wskaźników związanych z chorobami zakaźnymi i trzech związanych z chorobami przewlekłymi.
Członkowie Sieci nazywają się médecins sentinelles (lekarze na warcie). Ich związek, utworzony w 1984 roku przez profesora Alain-Jacques Valleron, działa pod auspicjami U 707, Institut national de la santé et de la recherche médicale (INSERM) i Université de Paris VI.

## Nadzór nad 14 wskaźnikami zdrowia
Krajowy system pozwala na zbiór, analizę, prognozę i redystrybucję w czasie realnym danych epidemiologicznych zbieranych przez członków organizacji. Integruje w sobie formy nadzoru wprowadzone przez Institut de Veille Sanitaire.
7 nadzorowanych wskaźników chorób zakaźnych:
- grypa i choroby grypopodobne, od 1984
- ostra biegunka, od 1990
- świnka, od 1985
- ospa wietrzna, od 1990
- półpasiec od 2004
- zapalenie cewki moczowej u mężczyzn, od 1984
- choroba z Lyme, od 2009

3 nadzorowane inne wskaźniki:
- zaostrzenia astmy, od 2002
- próby samobójcze, od 1999
- skierowania do szpitala, od 1997

Nadzór pozwala wykryć, zaalarmować na czas i przewidzieć nadejście epidemii regionalnych i krajowych, zwłaszcza w odniesieniu do grypy, ospy wietrznej i biegunek zakaźnych.
Anonimowe dane przekazywane przez internet i gromadzone w bazach danych są przetwarzane (System Informacji Geograficznej) i publikowane co tydzień w postaci biuletynów.
Sieć współpracuje ze Światową Organizacją Zdrowia (WHO) w zakresie nadzoru elektronicznego chorób zakaźnych.

## Badania naukowe
Uzyskane dane pozwalają opracować:
- modele wykrywania, alarmu i czujności (metoda węża Serpinga)[1]
- modele przewidywania epidemii różnych rozmiarów geograficznych (metoda podobieństwa)[2]

## Epidemiologia w terenie
Lekarze na warcie prowadzą też wyrywkowe badania epidemiologiczne. Są one wykonywane respektując wytyczne francuskiej praktyki epidemiologicznej. Badania otrzymały pozytywną ocenę CNIL.